# Fasírt
Le fasírt (hu) ([ˈfɒʃiːɾt]) est un plat hongrois constitué d'une boulette de viande à base de bœuf, de porc ou de poulet mélangée avec de l'œuf, des oignons, de l'ail, du zsemle (pain hongrois) et du paprika.

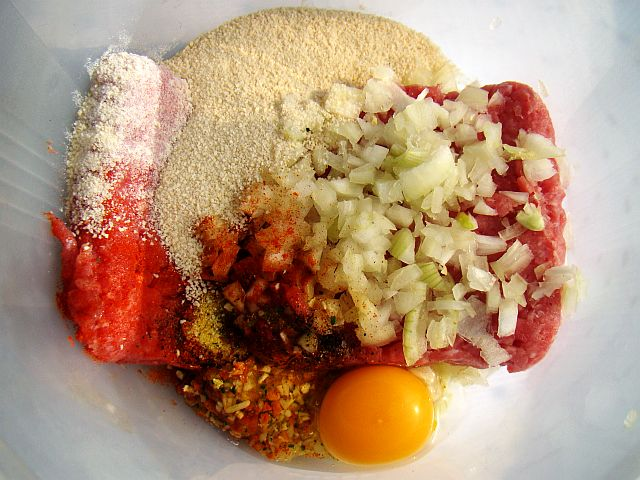
Les ingrédients qui composent la boulette de viande.